# Цэньгун
Цэньгу́н (кит. упр. 岑巩, пиньинь Céngǒng) — уезд Цяньдуннань-Мяо-Дунского автономного округа провинции Гуйчжоу (КНР).

## История
Во времена империи Мин в 1413 году была создана Сычжоуская управа (思州府). После Синьхайской революции в Китае была проведена реформа структуры административного деления, в ходе которой управы были упразднены, и поэтому в 1913 году Сычжоуская управа была расформирована, а на землях, ранее напрямую подчинённых властям управы, был образован уезд Сысянь (思县). В 1930 году уезд Сысянь был переименован в Цэньгун по названию расположенной на его территории горы.
После вхождения этих мест в состав КНР в 1950 году был создан Специальный район Чжэньюань (镇远专区), и уезд вошёл в его состав. В 1956 году Специальный район Чжэньюань был расформирован, и был образован Цяньдуннань-Мяо-Дунский автономный округ; уезд вошёл в состав нового автономного округа. В 1958 году уезд был присоединён к уезду Чжэньюань, но в 1962 году воссоздан.

## Административное деление
Уезд делится на 9 посёлков, 1 волость и 1 национальную волость.

## Экономика
В Цэньгуне развито сельское хозяйство, особенно выращивание помело.